# Маяк Даблинг-Пойнт
Маяк Даблинг-Пойнт (англ. Doubling Point Light) — маяк, расположенный на реке Кеннебек в городе Эрроусик, округ Сагадахок, штат Мэн, США. Построен в 1898 году. Автоматизирован в 1988 году.

## Местоположение
Маяк расположен в нижнем течении реки Кеннебек, где река, ранее спокойно протекающая на юг, делает резкий поворот на восток, а затем снова поворачивает на юг. От этих двух резких поворотов происходит название маяка.

## История
В 1884 году была основана верфь Bath Iron Works, и довольно скоро она стала одним из крупнейших предприятий отрасли, строящим много кораблей, которым она остаётся и по сей день. Потому возникла необходимость в улучшении навигации по реке Кеннебек, ведущей к верфи. Средства на строительство 5 маяков (среди которых также маяк Сквиррел-Пойнт) вдоль реки Кеннебек в размере 17 000$ были выделены Конгрессом США 2 марта 1895 года. 30 марта 1898 года маяк был открыт. Он представлял собой восьмиугольную деревянную башню, доступ к которой осуществлялся через пешеходный мост с тремя пролётами, на вершине которой располагались линзы Френеля. Также были построены дом смотрителя, хозяйственное здание и небольшая котельная. Первоначально башня и дом смотрителя стояли в другом месте, они были перенесены на своё нынешнее место в 1899 и в 1901 году соответственно, что обошлось в 1 620$.
Маяк был автоматизирован Береговой охраной США в 1988 году.
В 1987 году он был включён в Национальный реестр исторических мест.

## Фотографии

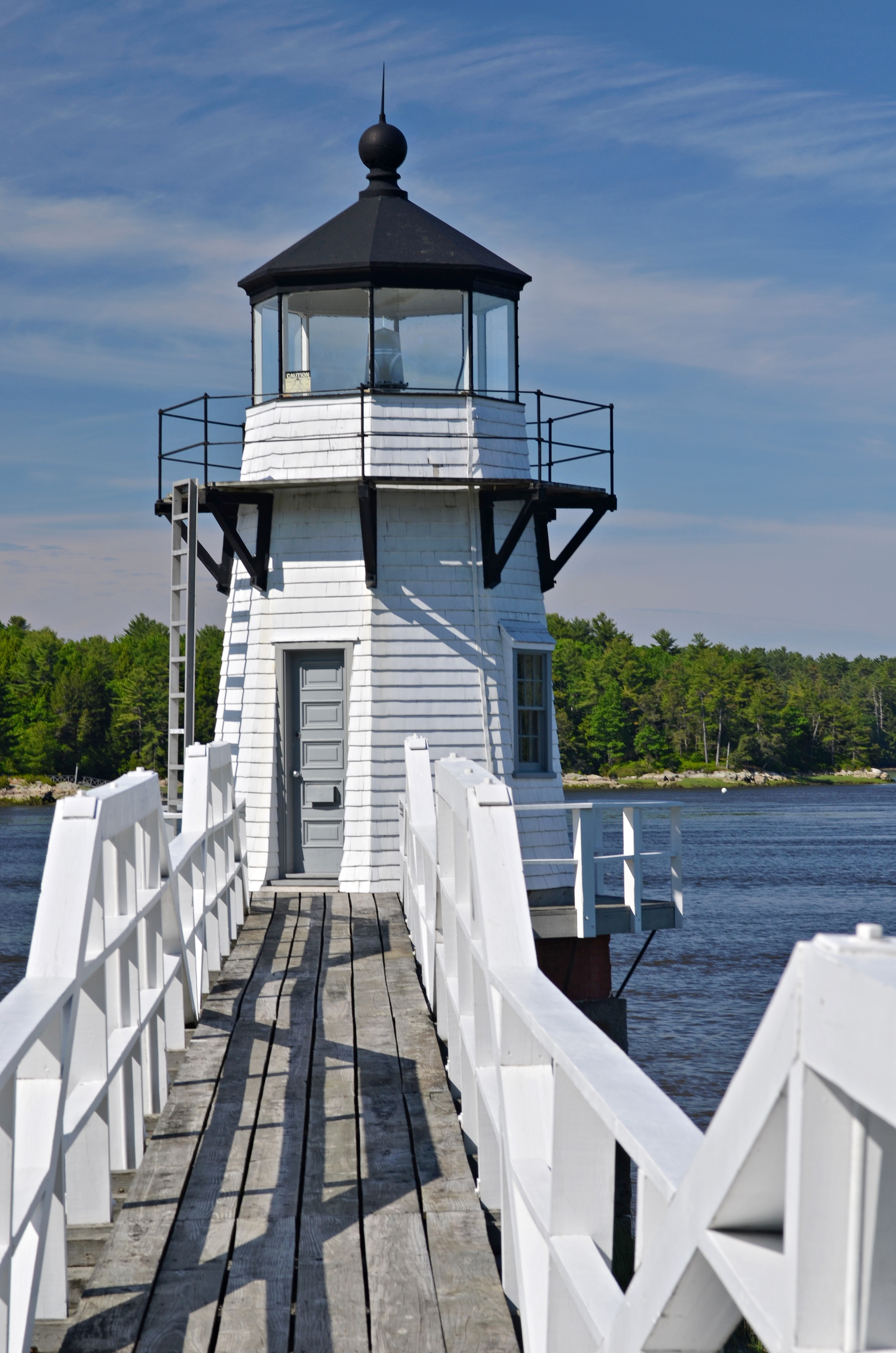
Вид на маяк с моста
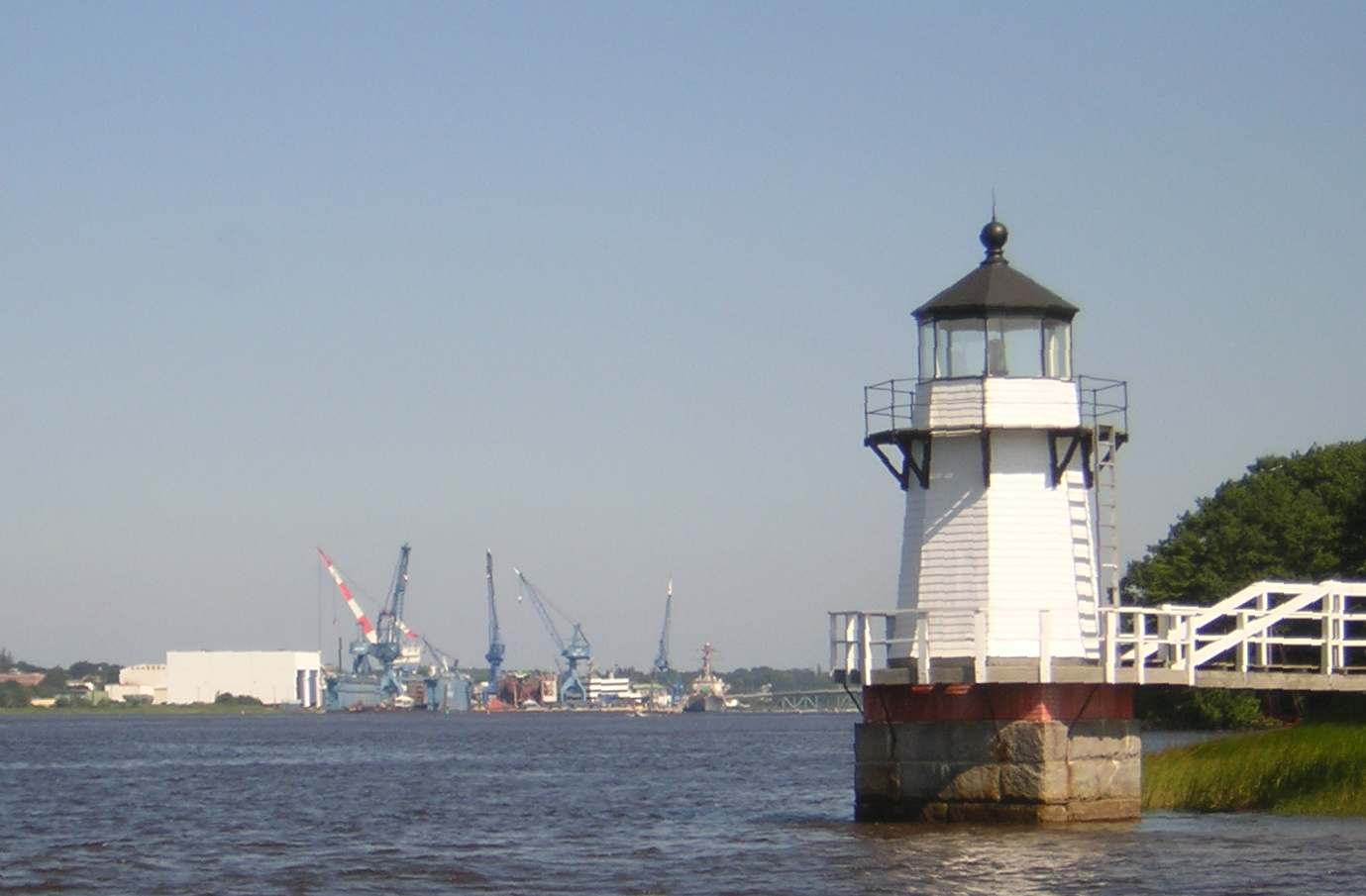
Маяк и верфь Bath Iron Works на заднем плане
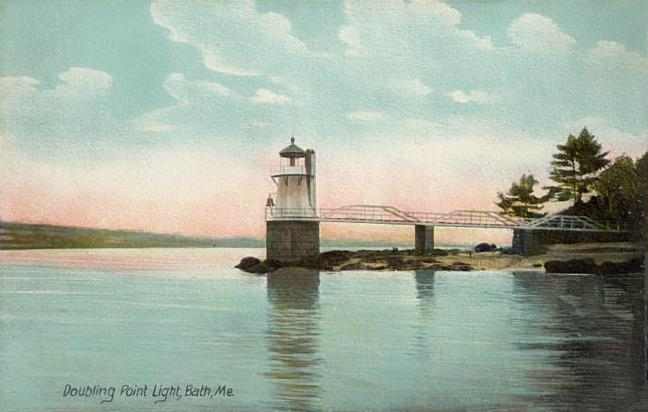
Открытка 1908 года